# 克里斯·卡坦
克里斯·卡坦（英語：Christopher Lee "Chris" Kattan，1970年10月19日—）是美國的一位演員和喜劇演員。他最著名的作品是在左右不逢源中飾演 Bob角色。此外他還出演週六夜現場。

## 外部連結
- Chris Kattan在互联网电影资料库（IMDb）上的資料（英文）
- 互聯網百老匯資料庫（IBDB）上克里斯·卡坦的資料（英文）